# Un colpo da re
Un colpo da re è un film italiano del 1966 diretto da Angelo Dorigo.